# Бигъл 2
Бигъл 2 (на английски: Beagle 2) е неуспешно приземил се британски космически апарат, част от мисията на ЕКА – Марс Експрес. Не се знае със сигурност дали достига марсианската повърхност; контактът с него е изгубен, когато се отделя от Марс Експрес, 6 дни преди планираното навлизане в атмосферата.
Повече от 11 години по-късно, на 16 януари 2015, Космическата агенция на Великобритания обявява, че Бигъл 2 е забелязан на повърхността на Марс. Апаратът е частично разгънат, като непълното разгъване на соларните панели е попречило да бъде установен контакт. Апаратът е забелязан от Майкъл Крун, бивш член от екипа на Марс Експрес.